# دياني ماير
دياني ماير (بالإنجليزية: Diane Meier)‏ هي منفذة ‏ أمريكية، ولدت في 8 يونيو 1943 في نيويورك في الولايات المتحدة.